# Johanna Ojala-Niemelä
Johanna Katriina Ojala-Niemelä, född Ojala 1 oktober 1974 i Muonio, är en finländsk socialdemokratisk politiker. Hon är ledamot av Finlands riksdag sedan 2007. Ojala-Niemelä är vicehäradshövding och har studerat juridik vid Lapplands universitet.
Ojala-Niemelä bor i Rovaniemi.

## Valhistorik
| År   | Valkrets | Röster | Jämförelsetal | Resultat  |
| ---- | -------- | ------ | ------------- | --------- |
| 1995 | Lappland | 661    | 2 304,889     | Ej invald |
| 1999 | Lappland | 1 647  | 4 625,000     | Ej invald |
| 2003 | Lappland | 4 117  | 7 366,000     | Ej invald |
| 2007 | Lappland | 6 252  | 14 595,000    | Vald      |
| 2011 | Lappland | 7 052  | 11 747,000    | Vald      |
| 2015 | Lappland | 6 248  | 10 943,000    | Vald      |
| 2019 | Lappland | 6 719  | 13 479,000    | Vald      |
| 2023 | Lappland | 7 110  | 17 685,000    | Vald      |

## Utmärkelser
- Riddartecknet av I klass av Finlands Lejons orden,  6 december 2015[10]
- Riddartecknet av I klass av Finlands Vita Ros’ orden,  6 december 2024[11]

[Redigera Wikidata]